# Пустыня Сальвадора Дали
Пустыня Сальвадора Дали (исп. Desierto Salvador Dalí), также известная как Долина Дали (исп. Valle de Dalí) — чрезвычайно бесплодная долина на юго-западе Боливии, в департаменте Потоси. Расположена на средней высоте 4750 над уровнем моря и имеет площадь 110 км2. Находится на территории национального резервата «Анды Эдуардо Авароа» и характеризуется ландшафтами, которые напоминают сюрреалистичные полотна Сальвадора Дали.